# Lijst van afleveringen van Life with Derek
Dit is de lijst van afleveringen van de televisieserie Life with Derek.
Het eerste seizoen werd opgenomen in Corner Brook in de Canadese provincie Newfoundland en Labrador, de daaropvolgende seizoenen in Toronto.
In het Verenigd Koninkrijk werden de twee eerste seizoenen samen uitgebracht als seizoen één. Zodoende telt de reeks daar slechts drie seizoenen.
In 2010 werd ook een film gemaakt, getiteld Vacation With Derek.

## Seizoen 1
| Nr. | Titel                | Productiecode |  |
| --- | -------------------- | ------------- |  |
| 1   | The Room (Pilot)     | 101           |  |
| 2   | The Fall             | 102           |  |
| 3   | The Party            | 103           |  |
| 4   | Puppy Dog Tails      | 104           |  |
| 5   | Grade Point: Average | 105           |  |
| 6   | The Wedding          | 106           |  |
| 7   | The Poxfather        | 107           |  |
| 8   | House of Games       | 108           |  |
| 9   | Marti The Monster    | 109           |  |
| 10  | Sweet Misery         | 110           |  |
| 11  | Babe Raider          | 111           |  |
| 12  | All Systems No Go    | 112           |  |
| 13  | Male Code Blue       | 113           |  |

## Seizoen 2
| Nr. | Titel                   | Productiecode |  |
| --- | ----------------------- | ------------- |  |
| 14  | Date with Derek         | 201           |  |
| 15  | He Shoots, She Scores   | 202           |  |
| 16  | Middle Manic            | 203           |  |
| 17  | Venturian Candidate     | 204           |  |
| 18  | Battle of the Bands     | 205           |  |
| 19  | Lies My Brother Told Me | 206           |  |
| 20  | Crushin' the Coach      | 207           |  |
| 21  | Prank War               | 208           |  |
| 22  | Freaked Out Friday      | 209           |  |
| 23  | The Bet                 | 210           |  |
| 24  | Mice and Men            | 211           |  |
| 25  | Dinner Guest            | 212           |  |
| 26  | Dating Game             | 213           |  |

## Seizoen 3
| Nr. | Titel                            | Productiecode |  |
| --- | -------------------------------- | ------------- |  |
| 27  | Two Timing Derek                 | 301           |  |
| 28  | It's Our Party                   | 302           |  |
| 29  | Misadventures in Babysitting     | 304           |  |
| 30  | Slacker Mom                      | 305           |  |
| 31  | Power Failure                    | 307           |  |
| 32  | Don't Take a Tip From Me         | 310           |  |
| 33  | The Bully Brothers               | 306           |  |
| 34  | Home Movies                      | 315           |  |
| 35  | Show-Off-Tune                    | 322           |  |
| 36  | Summer School Blues              | 314           |  |
| 37  | Grade A Cheater                  | 316           |  |
| 38  | Adios Derek                      | 308           |  |
| 39  | Fright Night                     | 311           |  |
| 40  | Sixteen Sparkplugs               | 309           |  |
| 41  | When Derek Met Sally             | 312           |  |
| 42  | A Very Derekus Christmas         | 326           |  |
| 43  | Ivanwho?                         | 307           |  |
| 44  | Rumor Mill                       | 317           |  |
| 45  | Derek Un-Done                    | 303           |  |
| 46  | Not So Sweet 16                  | 318           |  |
| 47  | Driving Lessons                  | 320           |  |
| 48  | Make No Prom-ises                | 313           |  |
| 49  | Cheerleader Casey                | 321           |  |
| 50  | Allergy Season                   | 323           |  |
| 51  | Things That Go Bump in the Night | 234           |  |
| 52  | Derek's School of Dating         | 325           |  |

## Seizoen 4
| Nr. | Titel                      | Productiecode |  |
| --- | -------------------------- | ------------- |  |
| 53  | Two Kisses, One Party      | 401           |  |
| 54  | Open Mic Plight            | 402           |  |
| 55  | Just Friends               | 403           |  |
| 56  | March Break                | 404           |  |
| 57  | 6½                         | 406           |  |
| 58  | Derek Denies Denial        | 407           |  |
| 59  | Happy New Schoolyear       | 411           |  |
| 60  | No Secrets                 | 408           |  |
| 61  | Take a Stepkid to Work Day | 405           |  |
| 62  | No More Games              | 414           |  |
| 63  | How I Met Your Stepbro     | 410           |  |
| 64  | Casey & Ralph?!            | 412           |  |
| 65  | Tuesday Afternoon Fever    | 413           |  |
| 66  | Teddy's Back               | 415           |  |
| 67  | Rude Awakenings            | 409           |  |
| 68  | Truman's Last Chance       | 416           |  |
| 69  | Surprise                   | 417           |  |
| 70  | Futuritis                  | 418           |  |